# 卓健醫療
卓健醫療服務有限公司（卓健醫療）成立於1998年，於2013年10月正式加入國際醫療服務集團──保柏（Bupa），是香港其中一家私人門診醫療及保健服務集團。

## 歷史
卓健醫療服務有限公司於1998年成立，醫療服務可追溯至香港開埠初期，至今已擁有140年歷史。我們計劃未來繼續在本港各區擴展及增加更多醫療服務類別，務求為香港市民提供全面且能配合客戶需求的服務。
1868年，香港政府委任首位港口健康主任，這項任命後來促使晏打臣醫生醫務所(Drs Anderson & Partners)的成立。
1998年，卓健亞洲有限公司正式成立，並在香港聯合交易所上市（港交所：0593）。集團於同年收購早於1868年成立的晏打臣醫生醫務所（Drs. Anderson & Partners）及李稚麟醫生醫務集團。
2008年, 卓健醫療服務有限公司宣佈收購高健醫療集團，高健醫療集團（高健醫務中心）創辦人及執行董事是江正本醫生。

## 新聞事件
2015年6月10日，一名曾於5月23至27日到南韓首爾旅遊的年輕女性，因發燒、流鼻水及咳嗽，前往青衣城的卓健醫療中心屬下診所求診，被懷疑感染中東呼吸綜合症（MERS）。診所方面通知衛生防護中心後，疑似患者於下午12時40分左右被送往瑪嘉烈醫院隔離，診所亦被穿防護服人士封鎖並進行消毒。
6月11日，官方公佈此個案的初步化驗結果為陰性。而青衣城的卓健醫療中心診所於同日早上解封開診，門外則仍貼上「清潔進行中」告示，員工均戴上口罩。

### 護士偽造疫苗接種紀錄案件
2022年1月至2月底，卓健醫療委派註冊護士何嘉雯到九龍灣體育館社區疫苗接種中心，負責為市民接種復必泰疫苗。何嘉雯於2月20日，在未有為市民接種疫苗的情況下，向多名市民發出疫苗接種紀錄，案件牽涉一個4人家庭及一對姊妹。卓健醫療獲悉事件後，立即通報相關政府部門。
案件經審訊後，於2022年12月2日判刑，被告何嘉雯被判監禁6個月，另一名家庭主婦被判囚2個月，一對姊妹被判囚3個月。

## 資料來源
1. ↑  歷史及傳統 （页面存档备份，存于） 卓健醫療服務有限公司
2. ↑  [卓健醫療收購高健醫務 拓展地區醫療網絡　深化醫護服務層面 http://paper.wenweipo.com/2008/10/26/HK0810260055.htm （页面存档备份，存于）]
3. ↑  . 香港電台. 2015年6月10日  [2015年6月10日]. （原始内容存档于2015年6月11日）.
4. ↑  . 卓健醫療有限公司. 2015年6月10日  [2015年6月10日]. （原始内容存档于2015年6月10日）.
5. ↑  . 蘋果日報. 2015年6月10日  [2015年6月10日]. （原始内容存档于2019年9月12日）.
6. ↑  . 香港電台. 2015年6月11日  [2015年6月11日]. （原始内容存档于2016年1月1日）.
7. ↑  . 經濟日報. 2022-04-08  [2022-12-08]. （原始内容存档于2022-06-19）.
8. ↑  . 巴士的報. 2022-12-03.

## 外部連結
- 卓健醫療服務有限公司 （页面存档备份，存于）
- 卓健eShop （页面存档备份，存于）
- 卓健手機App
- 網上預約 （页面存档备份，存于）
- 保柏(亞洲)有限公司（页面存档备份，存于）
- 保柏牙科中心(香港)（页面存档备份，存于）